# Richmondichthys sweeti
Richmondichthys sweeti è un pesce osseo estinto, appartenente agli aspidorinchiformi. Visse nel Cretaceo inferiore (Albiano, circa 110 - 102 milioni di anni fa) e i suoi resti fossili sono stati ritrovati in Australia.

## Descrizione
Questo pesce era di grosse dimensioni, e gli esemplari più grandi potevano raggiungere 1,8 metri di lunghezza. Era dotato di un corpo fusiforme e allungato, ricoperto da scaglie che nella zona dei fianchi divenivano particolarmente alte. Le scaglie erano ricoperte da un tessuto mineralizzato duro noto come ganoina. Rispetto ad altri aspidorinchiformi, Richmondichthys era privo del caratteristico rostro, anche se il cranio era ancora allungato, ed era privo di denti. Erano presenti filamenti branchiali particolarmente allungati e la mandibola era particolarmente alta.

## Classificazione
Richmondichthys sweeti era un rappresentante degli aspidorinchiformi, un gruppo di pesci vicini all'origine dei teleostei, tipici del Giurassico e del Cretaceo. I fossili, ritrovati in Queensland in terreni risalenti alla fine del Cretaceo inferiore (Albiano), vennero inizialmente attribuiti al genere Aspidorhynchus da Robert Etheridge nel 1872, e in seguito vennero attribuiti a una nuova specie del genere Belonostomus (B. sweeti). Solo nel 2004 Alan Bartholomai fu in grado di riconoscere importanti differenze rispetto alle altre specie di Belonostomus, e istituì quindi il genere Richmondichthys (con riferimento alla città di Richmond, presso la quale furono scoperti i fossili). Richmondichthys era più grande e diversamente specializzato rispetto agli altri aspidorinchiformi, ed è probabile che non fosse un membro della famiglia Aspidorhynchidae.

## Paleoecologia
Alcune caratteristiche morfologiche di Richmondichthys indicano che questo animale, al contrario degli altri aspidorinchiformi tipicamente predatori, era un organismo filtratore e probabilmente si nutriva di plancton.  